# Кларк, Джо
Чарльз Джозеф Кларк (англ. Charles Joseph Clark; род. 5 июня 1939 года, Хай-Ривер, Альберта, Канада) — канадский государственный и политический деятель. Самый молодой премьер-министр в истории Канады (вступил в должность за день до своего 40-летия).

## Биография

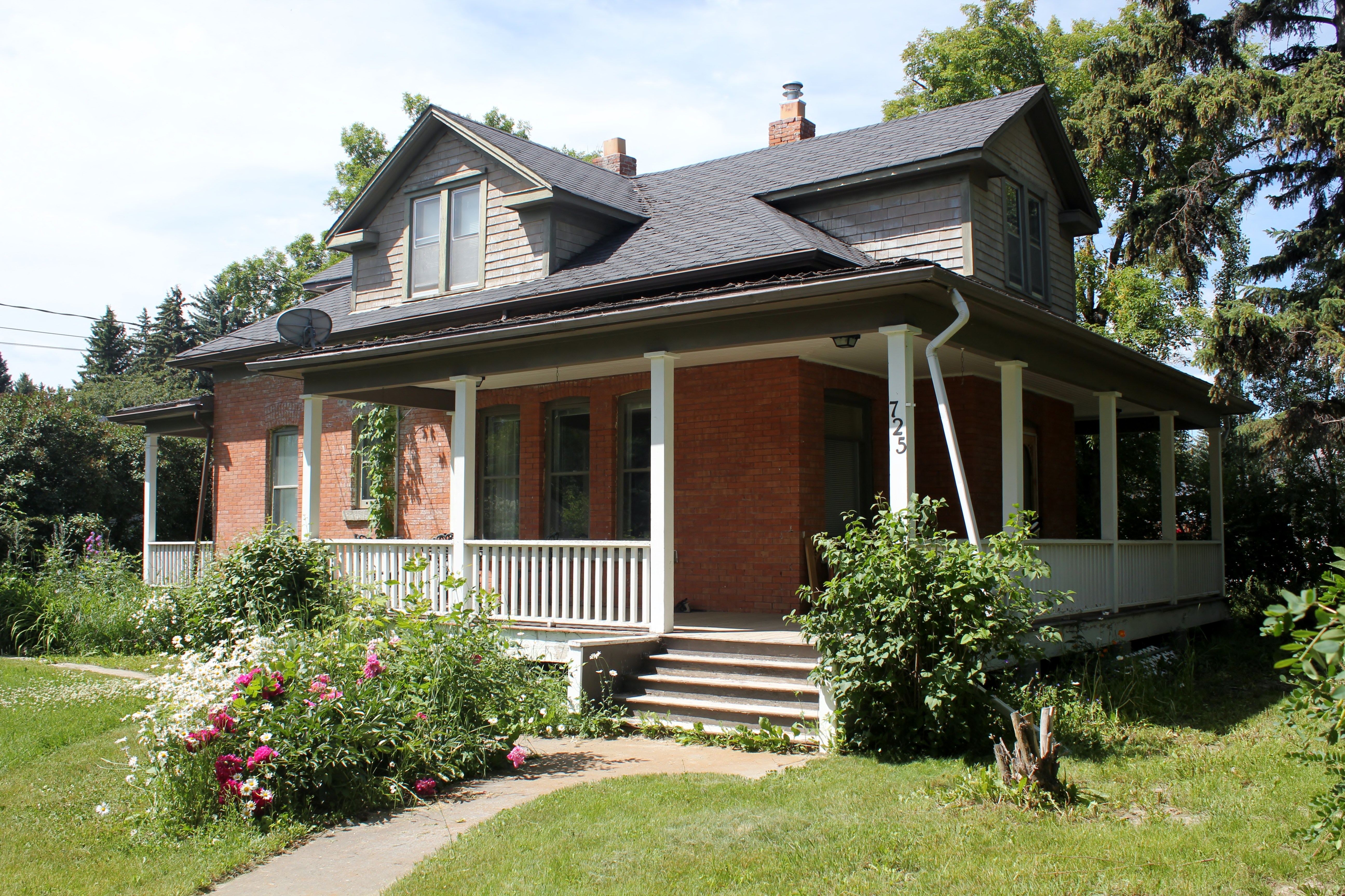
Дом Кларков в Хай –Ривер – памятник истории

Чарльз Джозеф Кларк родился в городе Хай-Ривер (Альберта) в семье издателя местной газеты Чарльза А. Кларка (Charles A. Clark) и Грейс Роузлин (Grace Roselyn), в девичестве — Уэлч (Welch).
Окончил юридический факультет Университета Альберты и Далхаузский университет, получив соответственно степени бакалавра политических наук и магистра политических наук в 1973 году. В том же году женился на Морин Мактир. В их браке в 1976 году родилась дочь Кэтрин (en), ныне сотрудник одной из канадских телевизионных компаний.
Работал журналистом в газете «Эдмонтон джорнэл», «Калагари геральд», агентстве Канадиан Пресс, телекомпании Си-би-си. В 1967 специальный помощник Дэви Фултона, в период с 1967—1970 исполнительный помощник Роберта Стэнфилда.
Был лидером студенческого крыла Прогрессивно-консервативной партии. При этом занимал многие социал-либеральные позиции, был среди первых канадских политиков, ратовавших за декриминализацию марихуаны и гарантированный минимальный доход для всех, что было характерно для крыла «красных тори».
С 1973 по 1993 год — член Палаты общин федерального парламента Канады. Джо Кларк дважды избирался лидером Прогрессивно-консервативной партии: с 1976 по 1983 и с 1998 по 2003.
22 февраля 1976 года — 3 июня 1979 года — Лидер официальной оппозиции.
6 апреля 1979 года — 2 марта 1980 года — Премьер-министр Канады.
3 марта 1980 года — 1 февраля 1983 года — Лидер официальной оппозиции.
17 сентября 1984 года — 20 апреля 1991 года — Государственный секретарь по иностранным делам.
С 13 по 26 февраля 1985 года — исполняющий обязанности Министра обороны Канады.
С 18 декабря 1988 года по 29 января 1989 года — исполняющий обязанности Министра юстиции и Генерального прокурора Канады.
21 апреля 1991 года — 24 июня 1993 года — Председатель Тайного совета Королевы для Канады и ответственный Министр по конституционным делам.
1993—1998 профессор, консультант, читал курс политических наук в Университете Альберты.
С 11 сентября 2000 года — вновь депутат парламента.

31 мая 2003 года ушёл в отставку и на выборах в мае 2004 года не баллотировался в парламент.
С 2004 года занимался преподавательской деятельностью и деятельностью в области развития международных отношений (в частности, с 2006 года профессор в Университете Макгилл). Написал книгу How We Lead: Canada in a Century of Change (2013).

## Награды
- Компаньон ордена Канады
- Медаль Памяти 13 января (12 февраля 1992 года, Литва)[6]